# إيوانيس أوكاس
جياناكيس أوكاس (بالتركية: Yannis Okkas)‏ (مواليد 11 فبراير 1977 في لارنكا) لاعب كرة قدم قبرصي دولي يجيد اللعب في خط الهجوم . يلعب حاليا لصالح نادي أنورثوسيس فاماغوستا القبرصي منذ 2009 .

## مسيرته الكروية
لعب إيوانيس أوكاس خلال مسيرته الاحترافية مع 8 أندية في اثنين وعشرين موسمًا وسجل خلالها 151 هدف ضمن 491 مباراة. حيث فاز في خمسة مواسم بالكأس وفي ستة مواسم بالدوري.
خاض إيوانيس أوكاس مسيرته مع نادي نيا سلاميس فاماغوستا في موسم 1993–94 ليلعب معه أربعة مواسم، مشاركًا في 53 مباراة سجل خلالها 16 هدفًا. ثم انتقل إلى نادي أنورثوسيس فاماغوستا في موسم 1997–98 في المرة الأولى واستمر معه طيلة ثلاثة مواسم ثم في موسم 2009–10 ليلعب معه خمسة مواسم، حيث شارك طوالها في 196 مباراة سجل خلالها 70 هدف. لينتقل بعدها إلى نادي باوك في موسم 2000–01 واستمر معه طيلة ثلاثة مواسم، مشاركًا في 80 مباراة سجل خلالها 28 هدفًا. ثم انتقل إلى نادي أيك أثينا في موسم 2003–04 لمدة موسم واحد، مشاركًا في 24 مباراة سجل خلالها 5 أهداف. هذا وانتقل لاحقًا إلى نادي أولمبياكوس في موسم 2004–05 واستمر معه طيلة ثلاثة مواسم، مشاركًا في 77 مباراة سجل خلالها 15 هدفًا. ثم انتقل بعدها إلى نادي سيلتا فيغو في موسم 2007–08 لمدة موسم واحد، مشاركًا في 24 مباراة سجل خلالها 6 أهداف. ليعود وينتقل من جديد، لكن هذه المرة إلى نادي أومونيا في موسم 2008–09 لمدة موسم واحد، مشاركًا في 23 مباراة سجل خلالها 9 أهداف. لينتقل بعدها إلى نادي إيرميس أراديبو في موسم 2013–14 لمدة موسم واحد، مشاركًا في 14 مباراة سجل خلالها هدفين.

## روابط خارجية
- إيوانيس أوكاس على موقع الاتحاد الدولي (مؤرشف)  (الإنجليزية)
- إيوانيس أوكاس على موقع الاتحاد الأوربي (الإنجليزية)
- إيوانيس أوكاس على موقع قاعدة بيانات كرة القدم.إي يو (الإنجليزية)
- إيوانيس أوكاس على موقع ناشيونال فوتبول تيمز (الإنجليزية)
- إيوانيس أوكاس على موقع Soccerbase.com (لاعب) (الإنجليزية)